# 하나오카 세이슈

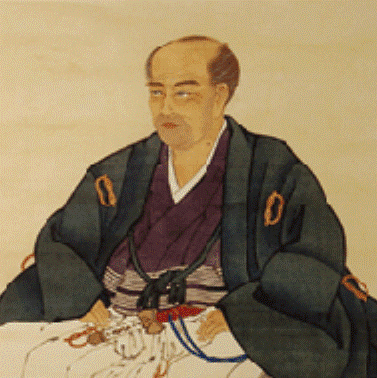

하나오카 세이슈(일본어: 華岡 青洲: 1760년 11월 30일(호레키 10년 음력 10월 23일)-1835년 11월 21일(덴포 6년 음력 10월 2일))는 에도 시대의 의사, 난학자다. 통선산이라는 마취제를 이용해 세계 최초의 전신마취 수술(유방암 수술)을 성공시켰다.
"세이슈"는 호이고, 휘는 후루오(일본어: 震). 자는 하쿠안(伯行). 통칭은 운페이(雲平)다.